# Markt (Middelburg)

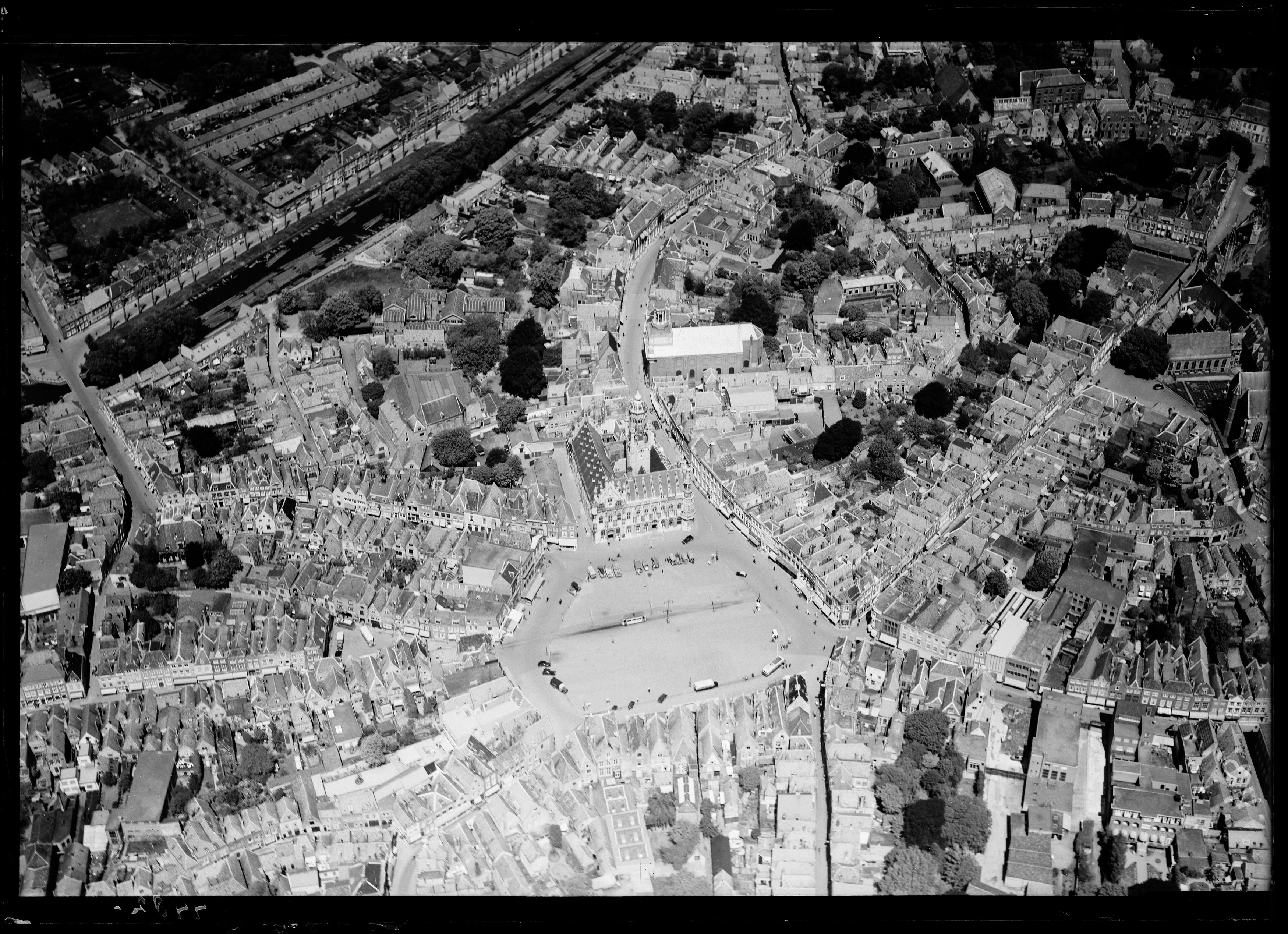
Markt en omgeving (periode 1920-1940).

De Markt is een plein in het centrum van Middelburg.
Aan de Markt staat het Stadhuis van Middelburg met daarin gevestigd het centrum voor hedendaagse kunst, de Vleeshal. Ook de woonhuizen op Markt 83 en 85 zijn rijksmonument. Rondom de markt bevinden zich diverse horecagelegenheden, op donderdag is er de weekmarkt.

## Geschiedenis
De oudste vermelding dat op de plaats van de huidige Markt handel werd gedreven dateert uit 1295. In dat jaar besloot de bisschop van Utrecht dat het kerkhof van de Sint-Maartens- of Westmonsterkerk verplaatst moest worden. Het kerkhof werd namelijk al vele jaren als marktplaats gebruikt en mede daardoor ontwijd. Besloten werd dat het bestaande kerkhof niet verder zou worden gebruikt en moest worden omsloten door een muur. Tegen deze muur werden al snel winkeltjes gebouwd.
Het huidige marktplein ontstond in 1575 toen de Westmonsterkerk wegens bouwvalligheid gesloopt werd. Tegelijkertijd werden de kerkhofmuur en de winkels afgebroken. Deze gotische kerk was gebouwd op de fundamenten van een romaanse kapel, die waarschijnlijk in de 10e eeuw was gesticht.
Door het bombardement op Middelburg op 17 mei 1940 werd een groot deel van het centrum van Middelburg door brand verwoest. De omgeving van de Markt en het Stadhuis werden hierdoor zwaar getroffen. Van de historische bebouwing bleven slechts enkele huizen bewaard ten westen van het Stadhuis waar de Vlasmarkt begint. Het tot ruïne geworden Stadhuis werd gerestaureerd, de rest van de bebouwing van het plein werd gesloopt en vanaf 1941 vervangen door nieuwbouw in traditionalistische stijl volgens de principes van de Delftse School. Tevens werd de Markt verkleind en de vorm zodanig aangepast dat het stadhuis beter zichtbaar werd. Door de aanleg van de Nieuwe Burg kwam er rechtstreeks zicht op de Lange Jan, die eveneens na oorlogsschade is herbouwd. Tijdens de Duitse bezetting kwamen alleen de panden aan de noordzijde van de Markt gereed. Na de oorlog werd de verdere wederopbouw van het plein voltooid volgens dezelfde principes.

## Monumenten
- Stadhuis van Middelburg[4]
- Pand ´De Rode Toren´, Markt 83[5]
- Pand ´Sint Joris´, Markt 85[6]

### Fotogalerij

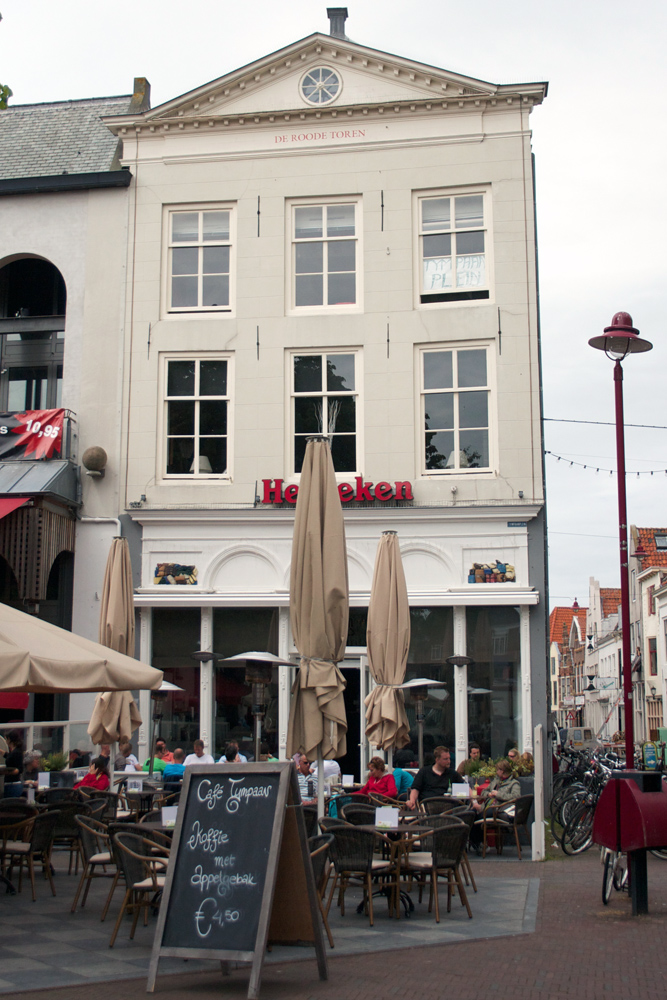
Pand De Rode Toren, Markt 83
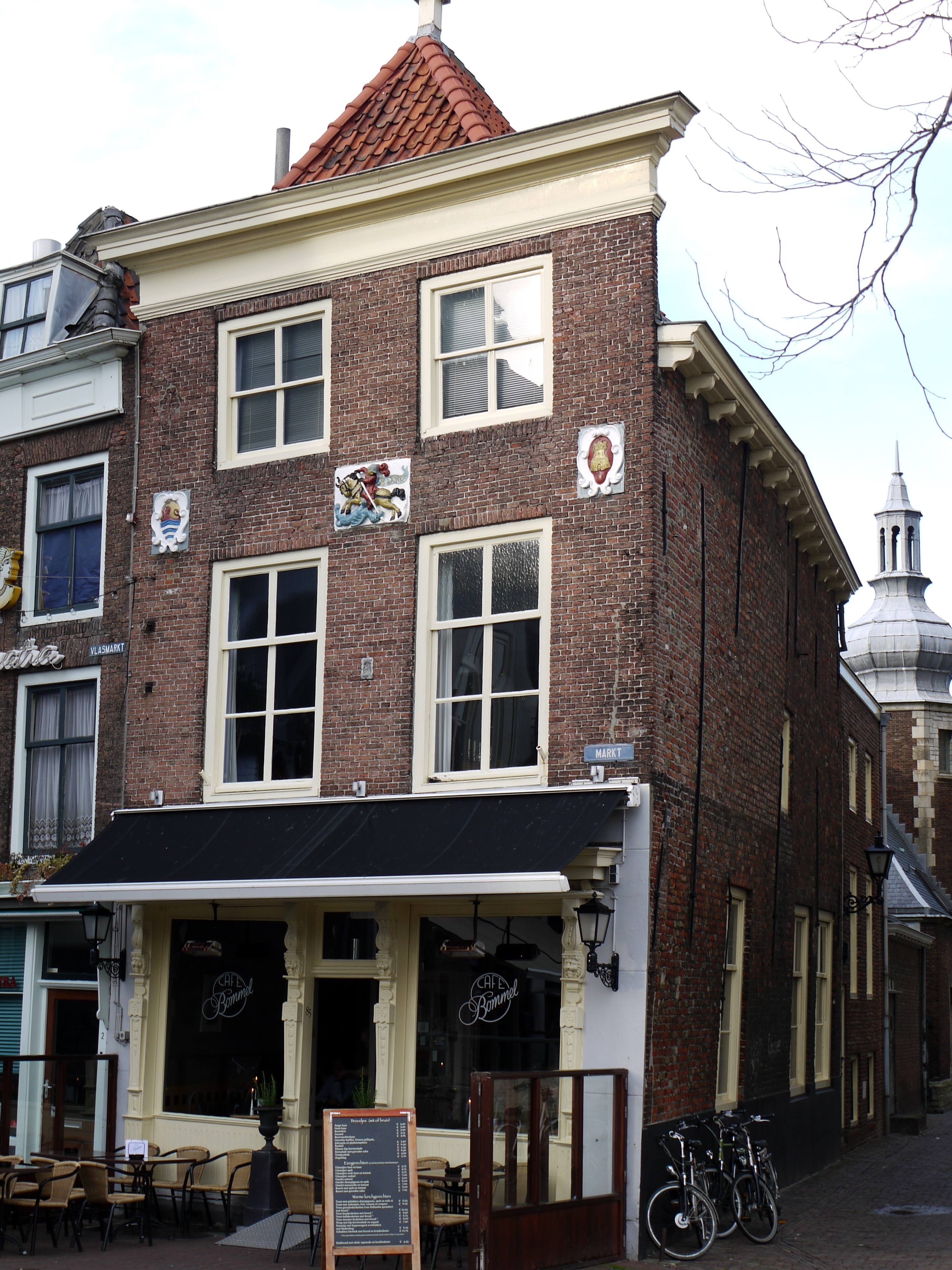
Pand Sint Joris, Markt 85
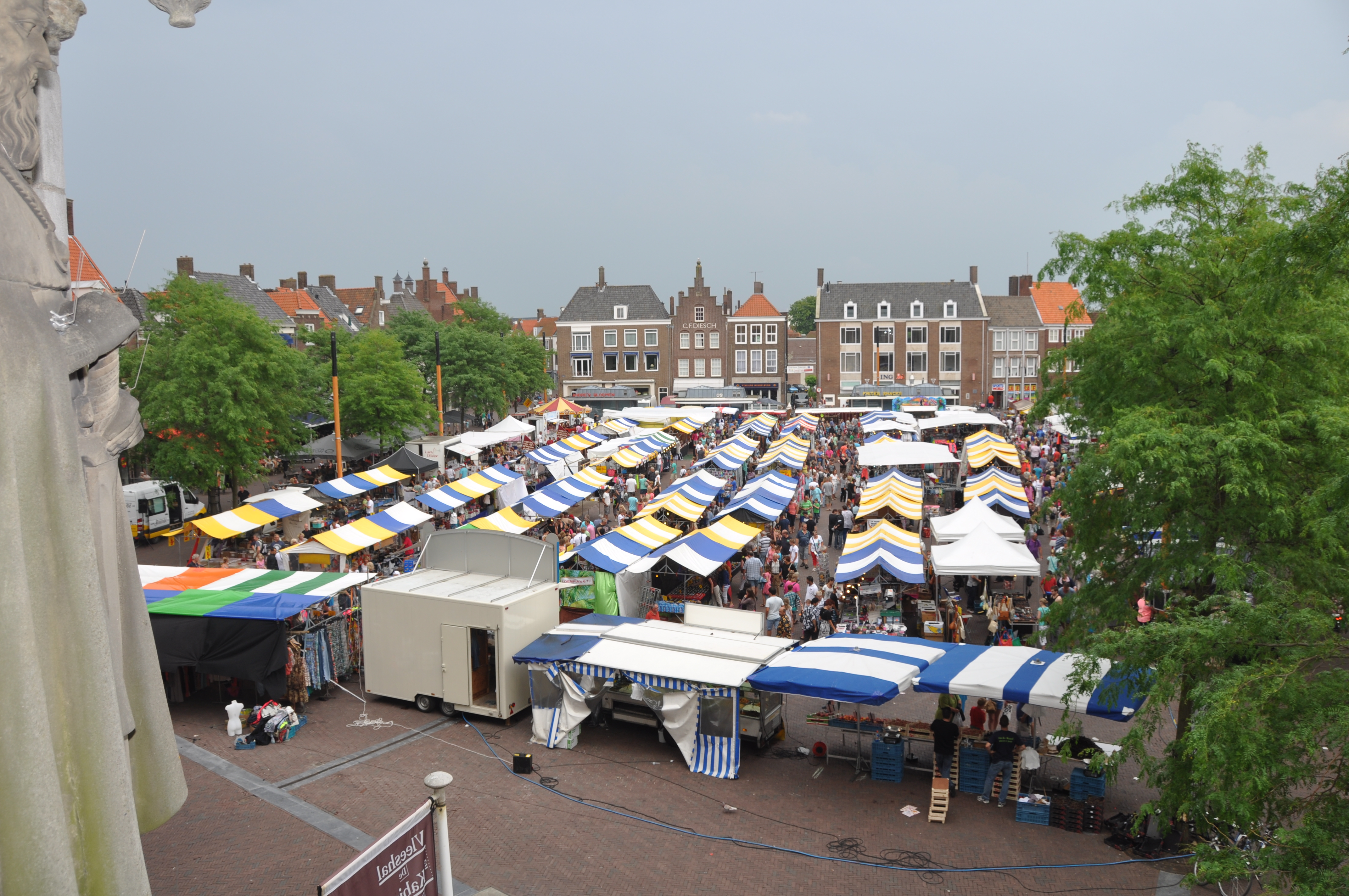
Weekmarkt